# اچ‌ام‌اس مالابار (۱۸۰۴)
اچ‌ام‌اس مالابار (۱۸۰۴) (به انگلیسی: HMS Malabar (1804)) یک کشتی بود که طول آن ۱۶۸ فوت ۶ اینچ (۵۱٫۴ متر) بود. این کشتی در سال ۱۷۹۸ ساخته شد.